# Emily Warren Roebling
Emily Warren Roebling (23. září 1843 Cold Spring – 28. únor 1903 Trenton) byla americká stavební inženýrka, která se podílela na dostavbě Brooklynského mostu. Do vedení stavby se zapojila poté, co tehdejší vedoucí projektu a její manžel Washington Roebling onemocněl dekompresní (kesonovou) nemocí.

## Mládí a rodina
Narodila se Sylnasovi a Phebe Warrenovým v Cold Spring ve státě New York. Byla druhou nejmladší z dvanácti dětí. Její zájem o vzdělání podporoval starší bratr Gouverneur Kemble Warren. Oba sourozenci spolu měli blízký vztah. Emily navštěvovala školu Georgetown Visitation Academy ve Washingtonu, D.C. nyní známou jako Georgetown Visitation Preparatory School.
V roce 1864, během americké občanské války, Emily navštívila svého bratra, který velel 5. armádnímu sboru. Během vojenského plesu se seznámila s Washingtonem Roeblingem, synem stavebního inženýra Brooklynského mostu Johna A. Roeblinga, který byl podřízeným jejího bratra. Emily a Washington se vzali během dvojité svatby (společně s dalším ze sourozenců Warrenových) v Cold Spring 18. ledna 1865. Když John A. Roebling začal s přípravou plánů na stavbu Brooklynského mostu, novomanželé jeli do Evropy nastudovat použití kesonů pro stavbu mostu. V listopadu 1867 v Německu porodila Emily jediného syna Johna A. Roeblinga II.

## Brooklynský most

### Začátek stavby
Její manžel Washington byl rovnocenným partnerem svého otce v životním projektu do té doby nevídaném – stavbě Brooklynského mostu. Washington byl stejně zapáleným perfekcionistou jako jeho otec, takže poté co dostali od Kongresu svolení k zahájení stavby, ihned se pustili do práce. John utrpěl na stavbě úraz nohy, byly mu amputovány prsty a 22. července 1869 zemřel na tetanus. Po smrti otce celý projekt zůstal na Washingtonovi. Začal s nejtěžším úkolem – postavit na dno řeky kesony pro stavbu základů pilířů mostu. Jednalo se o extrémně nebezpečnou a úmornou práci. Jedno z tehdy ještě neznámých nebezpečí představovala kesonová nemoc, tedy nemoc z dekomprese způsobená opakovaným spouštěním do přetlakové komory pod vodní hladinu. Washington pocítil první příznaky nemoci již v září 1869. Následně na stavbě zkolaboval, aby se znovu vrátil do práce, hnaný pocitem viny a odpovědnosti za dělníky, které stejně jako jeho postihovala záhadná nemoc a někteří z nich i umírali. Ve své snaze co nejdříve dokončit práce se spouštěl do kesonů stále častěji, čímž si poškodil zdraví natolik, že zůstal upoután na lůžku doma v Trentonu a nemohl docházet na stavbu.

### Emily v roli stavbyvedoucí

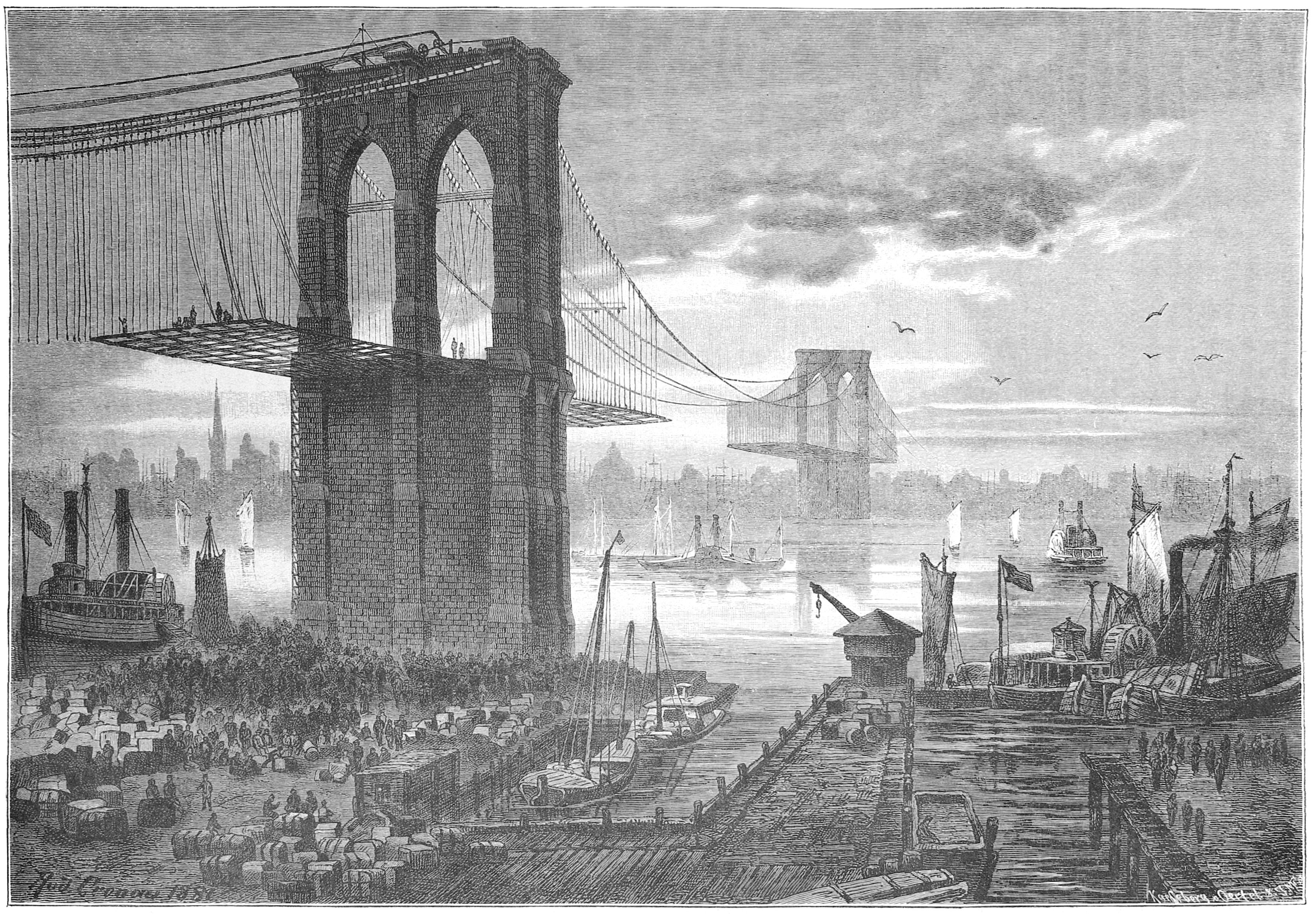
Výstavba Brooklynského mostu na ilustraci z roku 1881

Novou stavbyvedoucí se stala právě Emily, která převzala stavbu podle manželových plánů a instrukcí. Deset let, od roku 1873 až do roku 1883, vedla veškerou korespondenci a vypracovávala technické návrhy a náčrty. Naučila se matematické propočty i fyzikální zákony. Také jednala s dodavateli a s finančními partnery a předávala vzkazy a úkoly inženýrům. Po stavbě chodila v sukních po dřevěných lávkách. Stala se prostředníkem a umožnila Washingtonovi na dálku na stavbu dohlížet. Emily s Washingtonem se vrátili do Brooklynu, až když se začala napínat první lana mostu v roce 1876. Nastěhovali se do domu půl míle od mostu. Washington vše pozoroval dalekohledem z okna svého pokoje.
Stavbě se nevyhnuly také právní spory. Například když Brooklyn žaloval Manhattan za to, že dluží za stavbu mostu. Emily tak ke svým povinnostem musela přibrat roli diplomatky a snažit se urovnávat spory. Mimo jiné se začaly objevovat zvěsti, že Washington propadl šílenství, a proto za něj všechno dělá jeho žena.
Když byla v květnu 1883 vozovka mostu hotová, Emily Roebling byla vybrána jako první, kdo most přejede. Emily most přejela v otevřeném kočáře, zatímco před ní dělníci smekali klobouky a shromážděný dav jásal. Na klíně při tom držela kohouta – symbol vítězství.
Poté co byl 24. května 1883 most slavnostně otevřen, Emily ve svém projevu pochválil starosta New Yorku Abram Stevens Hewitt, který řekl, že most je „věčným monumentem obětavé oddanosti ženy a jejího vysokého vzdělání, z něhož byla příliš dlouho vyloučena”. Emily pozvala odpoledne význačné hosty na recepci do brooklynského domu. Pozvání přijalo na tisíc hostů a byl mezi nimi i prezident Chester Arthur. Poté její manžel Washington na post hlavního inženýra rezignoval. Manželé se pak odstěhovali zpět do Trentonu v New Jersey.
Po dokončení mostu byla Emily aktivní v několika ženských hnutích a organizacích. Začala také studovat práva na Newyorské univerzitě. Zemřela 28. února 1903, kdy podlehla rakovině.

## Portrét

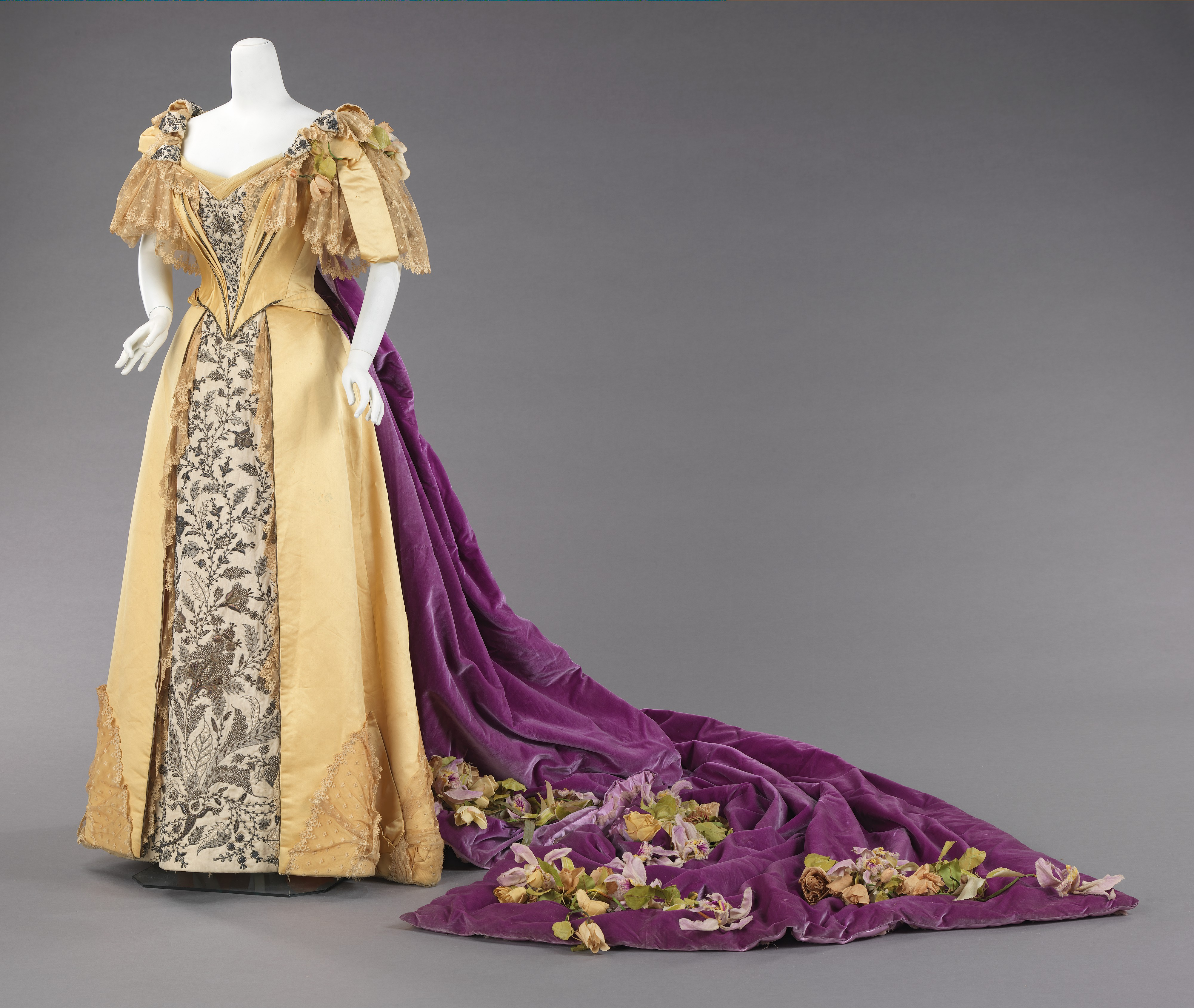
Šaty Emily Warren Roebling v Metropolitním muzeu umění

Portrét Emily Warren Roebling namaloval malíř Charles-Émile-Auguste Carolus-Duran (1838–1917). Šaty, ve kterých byla portrétována jsou uloženy v Metropolitním muzeu umění v New Yorku, kam byly anonymně darovány v roce 2009. Jedná se o róbu určenou ke dvoru, jejíž formální vzhled diktoval protokol.

## Pocta
Na Brooklynském mostě je umístěna plaketa věnovaná Emily, jejímu manželovi Washingtonovi a jejímu tchánovi Johnu A. Roeblingovi.
V roce 2018 The New York Times pro Emily vydal opožděný nekrolog.

## V kultuře
Emily Warren Roebling ztvárnila herečka Liz Wisan v 5. epizodě 2. série TV seriálu Pozlacený věk.